# Beaugency
Beaugency település Franciaországban, Loiret megyében. Lakosainak száma 7811 fő (2022. január 1.). Beaugency Saint-Laurent-Nouan, Baule, Lailly-en-Val, Messas, Tavers, Villorceau és La Ferté-Saint-Cyr községekkel határos.

## Népesség
A település népességének változása:
| Lakosok száma | 5530 | 7190 | 7106 | 7584 | 7580 | 7475 | 7298 | 7322 | 7384 | 7811 |
|               | 1968 | 1982 | 1999 | 2006 | 2011 | 2015 | 2017 | 2018 | 2020 | 2022 |